# Монес, Альваро
Альваро Монес (исп. Álvaro Mones) — уругвайский зоолог и палеонтолог, специалист по южноамериканским грызунам.
Монес окончил факультет биологии в университете Монтевидео. Он был стипендиатом Фонда Фулбрайта и Фонда Гумбольдта. Он является специалистом в области южноамериканских ископаемых млекопитающих и автором более 100 научных работ. В 1971 году он стал сотрудником Национального музея естественной истории в Монтевидео, а в 2004 году — директором Национального музея естественной истории и антропологии в Монтевидео.
В честь учёного был назван вид грызунов семейства пакарановых Josephoartigasia monesi, обнаруженный в 2008 году.